# Wipeout 3
A Wipeout 3, vagy Wip3out futurisztikus versenyzős videójáték, mely a Psygnosis fejlesztésében és kiadásában jelent meg PlayStation játékkonzolra. A címével ellentétben a Wipeout 3 a Wipeout-sorozat negyedikként megjelent része, mely 1999 folyamán jelent meg Európában és Észak-Amerikában. A játék második kiadása kizárólagos európai kiadással 2000 augusztusában jelent meg Wipeout 3: Special Edition néven. A Wipeout 3 játékosának egy különösen gyors, lebegő versenyjárművet kell irányítania és az ügyesség mellett fegyverekkel és más eszközökkel kell lelassítania vagy versenyképtelenné tennie ellenfeleit.
A játékot fejlesztő Psygnosis a The Designers Republic nevű stúdiót bízta meg azzal, hogy tervezzék meg a játék egyszerű színsémán alapuló menürendszerének és versenypályáinak arculatát a Psygnosis munkatársai által meghatározott „hihető jövő”-alapgondolatát követve. A Wipeout 3 egyike azon PlayStationre megjelent játékoknak, melyek magas felbontásban futnak, így grafikája és látványhatásai a konzolra megjelent átlagos játékok fölé emelkednek. A játék techno és electronica műfajú zenéjét DJ Sasha válogatta össze, olyan előadók zeneszámaiból, mint például az Orbital és a The Chemical Brothers.
A Wipeout 3 megjelenése után túlnyomó többségben pozitív megítélést váltott ki. A játék kritikusai dicsérően írtak annak grafikájáról, zenéjéről és minimalista arculati elemeiről. A negatív hangvételű kritikák elsősorban az új tartalom és a változatosabb versenypályák hiányát nevezték meg a játék főbb hibáinak, a sorozat előző részeihez képest. Az általánosan kedvező megítélés ellenére a játék pénzügyileg nem váltotta be a hozzá fűzött reményeket. A Wipeout 3 volt a Wipeout-sorozat utolsó része, mely PlayStation játékkonzolra megjelent; a sorozat következő része, a Wipeout Fusion 2002 folyamán jelent meg kizárólagos PlayStation 2-es kiadással.

## Játékmenet
A Wipeout 3 versenyzős játék, mely nagyrészt megőrizte a sorozat előző részeinek meghatározó elemeit. A játékosnak egy futurisztikus, lebegő, különböző vállalatokat képviselő járművet kell irányítania nyolc különböző versenypályán, mindeközben legyőzve a rivális pilótákat. A versenyen részt vevő mindegyik jármű saját energiapajzzsal rendelkezik, mely megvédi a versenypálya által okozott sérülésektől. Ha az egyik ellenfél, vagy a játékos pajzsa leválik, akkor könnyen versenyképtelenné válhat. A pajzsok helyreállítására boxutcákban van lehetőség, melyek a versenypálya mellett találhatók. Minél sérültebb a pajzs, a játékosnak annál több időt kell töltenie a bokszutcában, ha teljesen helyre akarja állítani a védelmét.
A pajzsok mellett mindegyik járművön található légfék, mely az éles kanyarokban segítheti az irányváltást, valamint egy hipergyorsító (hyper-boost) funkció is. A játékos a hipergyorsító bekapcsolásával növelheti a sebességét, ez viszont a pajzsból von el energiát, így sérülékenyebbé téve a járművet. A pálya felületén elszórtan található gyorsítómezők segítségével azonban a játékos anélkül is növelheti a sebességét, hogy eközben gyengítenie kellene a pajzsát.
A gyorsítók mellett a pálya felületén olyan mezők is találhatóak, melyek – véletlenszerűen – különböző kiegészítőket és fegyvereket adnak a rajta áthaladó járműveknek. A Wipeout 3 továbbiakkal egészíti ki a játéksorozatban hagyományosan szereplő klasszikus fegyvereket, melyek a közönséges és nyomkövető rakéta (rocket, messile), az aknák (mines) és a sokkoló (shock-wave, vagy electro bolt). Az új fegyverek között szerepel például a többszörös rakéta (multi missiles) és a plazmavillám (plasma bolt) is. A fegyverek mellett több védelmi eszköz található, mint például a gravitációs pajzs (gravity shield), mely korlátozott ideig teljes védelmet biztosít a járműnek minden ütközéssel és támadással szemben. A mezők által adott másik kiegészítő az automata pilóta, bekapcsolásával a játékos átadhatja az irányítást a gépnek, mely nagyobb biztonsággal képes átvezetni a járművet a bonyolultabb kanyarokon.
Az alapjáték az első három beérkező járművet díjazza. A játék minden résztvevőjének egy megadott időn belül kell elérnie egy ellenőrző pontot a pályán. Amennyiben ezt nem teljesíti, kiesik a futamból. Az egymást követő első helyezéseket a játék új versenypályák és járművek elérhetővé tételével jutalmazza. A Wipeout 3 az alapjátékon kívül több játékmódot is kínál, köztük különböző kihívásokat (challenge), melyekben egy bizonyos időn belül kell teljesíteni az adott pályát. A megsemmisítő (eliminator) játékmódban a játékos az ellenfelei kiiktatásáért és a körök sikeres befejezéséért kap pontokat. A bajnokságon (tournament) a játékosnak több, egymást követő versenyben kell megállnia a helyét és a ranglista élére kerülnie. Az osztott képernyős játékmód segítségével két játékos is összemérheti ügyességét.

## A játék fejlesztése
A Wipeout 3 fejlesztése során a Psygnosis a Wipeout-sorozat több eredeti elemét is megtartotta, annak érdekében, hogy megőrizze azok egyedi játékélményét. Ezzel együtt a fejlesztők szerettek volna új, a gyors versenyeket kedvelő játékosokat is megnyerni. A kezdeti pályákat könnyebben teljesíthetővé tették, míg a nehezebbeket hátrébb sorolták, hogy a tapasztalt játékosok is megtalálhassák a kihívást a versenyekben. A Wipeout 3 volt a sorozat első része, mely kihasználta a PlayStation joypadján található analóg botkormány előnyeit, így a versenyjárművek finomabb irányítása vált lehetővé.
A Psygnosis a The Designers Republic nevű stúdiót bízta meg a játék arculatának megalkotásával. A The Designers Republic – mely többek között underground techno albumborítóiról vált ismertté – újratervezte a játékban található jeleket, ikonokat, a versenypályák szélén látható hirdetéseket, a játék színösszeállítását, valamint a kijelzőfelület elemeit is. Nicky Westcott, a Wipeout 3 látványvilágáért felelős vezető művész nyilatkozata szerint a Psygnosis célja az volt, hogy a versenypályák egy „hihető jövőt” jelenítsenek meg, kerülve az olyan szélsőséges, „örült világ”-elemeit, mint például a „mérgező, narancsszínű égbolt tíz holddal”. Az ebben a szellemben megszületett végeredmény Westcott véleménye szerint „nagyon visszafogott és jóval kifinomultabb”. A Wipeout 3 grafikája jelentős fejlődésen ment keresztül a sorozat előző részeihez képest; ez volt a sorozat első darabja, mely magas, 720 x 480 pixeles (480i) felbontást használt.

### Zene
A Wipeout 3 zenei összeállítása a sorozat előző részeinek tradícióját követve techno és electronica stílusú zeneszámokat tartalmaz, melyek között megtalálhatók a The Chemical Brothers, az Orbital, a Propellerheads, az Underworld, az MKL és Paul van Dyk munkái. Enda Cary, a Psygnosis fejlesztési menedzsere igyekezett a zeneszámokat még a fejlesztés korai szakaszában összeállítani, és nem a játék elkészítésének utolsó fázisára hagyni azt. Ellentétben a korábbi összeállításokkal, a Psygnosis egyetlen zenei rendezőt, DJ Sashát kérte fel a munkára, aki további művészek közreműködésével készítette el a játék egységes zenéjét. Sasha több, saját maga által megkomponált zeneszámmal is hozzájárult a teljes anyaghoz. A Wipeout 3 CD-lemeze kevert, tehát adat- és audiósávokat egyaránt tartalmaz, így annak zenei anyaga a hagyományos módon, CD-lejátszóban is meghallgatható. A játék reklámozására és népszerűsítésére a Psygnosis szponzorként támogatta Sasha Global Underground nevű turnéját. A Psygnosis emellett – marketinghadjárata részeként – több, a Wipeout 3-at futtató játékgépet is kihelyezett különböző találkozóhelyek és partik helyszínein.
A DJ Sasha által komponált hat zeneszám a Feisar, az Icaras, az Auricom, a Goteki 45, a Pirhana és az Xpander. A zeneszámok címei (az utolsó kivételével) a játékban szereplő kitalált csapatok neveit viselik. A játék során hallható egyéb előadóktól származó zeneszámok nem exkluzív a játékhoz készültek, hanem az előadók korábban megjelent szerzeményeinek átdolgozott, remixelt változatai. Így az Underground által szerzett Kittens az együttes ötödik stúdióalbumáról, az 1999-ben megjelent Beaucoup Fish-ről származik. Az Orbital Know Where to Run című száma a szintén ebben az évben megjelent The Middle of Nowhere albumán volt hallható először. Michele Lopeznek, művésznevén MKL-nek Surrender és Control című számai hallhatóak a játék közben. A Propellerheads Lethal Cut című zeneszáma már az együttes első, 1996-os Dive című EP-jén is szerepelt. A The Chemical Brothers Under the Influence című szerzeménye az együttes 1999-es Surrender című albumán szerepelt először. Paul van Dyk Avenue című zeneszáma egy szintén ennek az évnek a folyamán megjelent, azonos című kislemezéről származik.

## Kritikák és a játék megítélése
| Összegzőoldal | Értékelés |
| ------------- | --------- |
| GameRankings  | 87%       |
| Metacritic    | 89/100    |

| Szerző         | Értékelés |
| -------------- | --------- |
| GamePro        | 5/5       |
| GameRevolution | 8,3/10    |
| GameSpot       | 8,3/10    |
| IGN            | 9,1/10    |
| OPM (UK)       | 9/10      |

A Wipeout 3 kritikai megítélése annak megjelenése után általánosságban pozitív volt; a Game Rankings 27 ismertető értékelését összesítve 87%-ra, a Metacritic 14 ismertető alapján 89%-ra értékelte a játékot. Az IGN a Wipeout 3-at a sorozat legjobb darabjának nevezte, a weboldal 2007-es százas sikerlistáján, mely a legjobb videójátékot gyűjtötte össze, a kilencvenkettedik helyet foglalta el. A dicsérő kritikák és ismertetők ellenére a játék pénzügyileg mégsem váltotta be a hozzá fűzött reményeket.
A Wipeout 3 erősségeiként általában a gyors játékmenetet és a grafikát jelölték meg. A The Guardian írója, Jack Schofield kellemes meglepődésének adott hangot a játék részletes kidolgozottságának tekintetében. „A grafika jobb mint amit egy PlayStation-játéktól elvárna az ember.” – írta Schofield. A GamePro és a Game Revolution ismertetőjében egyaránt dicsérően írt a játékról, kiemelve az új fegyverek bevezetését és az osztott képernyős játékmód lehetőségét. A The Designer Republic által megtervezett arculat szintén pozitív kritikai visszhangot kapott, amiért az valósághűbbé tette a játékot, bár David Goldfarb, az International Design egyik cikkében úgy vélte, hogy a techno összeolvasztását a nihonpop-művészettel a sorozat előző játékaiban sokkal jobban sikerült megvalósítania a készítőknek. Steve Bradley, a PlayStation Magazin írója „kidolgozottabbnak és gördülékenyebbnek” nevezte a játékot az előző részekhez képest, valamint az újításként bevezetett bővített fegyvertárról úgy vélte, hogy az jóval taktikusabbá tették a játékot annak elődeinél. A Wipeout 3 zenéjét és hanghatásait szintén igen kedvezően fogadták a kritikusok.
A legtöbb ismertető a játék nehézségét, pontosabban a számos éles, bevehetetlen kanyart kifogásolta a Wipeout 3 versenypályáin. David Canter, a The San Diego Union-Tribune írója „nevetségesnek” nevezte a játék nehézségi szintjének emelkedését, mely bajnokság játékmódban „gyerekjátékból” hirtelen „kőkeménnyé” válik. Bár a joypad analóg botkormányainak használatát – melyek megnövelték a versenyjárművek irányíthatóságát – pozitívan értékelték az ismertetők, a GamePro cikkének véleménye szerint a megfelelő irányítás elsajátítása mégis rengeteg gyakorlást igényel. A PlayStation Magazin írója, Steve Bradley hasonlóképpen vélekedett, megjegyezve, hogy egyes pályákon „frusztráló órákat” tölthet el a játékos.
Azok az ismertetők, melyek értékelésükben alacsonyabb pontszámot adtak a játéknak, egyben csalódásukat is kifejezték, hogy a sorozat a Wipeout 3-on keresztül csak kis mértékű fejlődést ért el. A The Times írója, Stuart Miles bár jó játékként jellemezte a Wipeout 3-at, de emellett azt is megjegyezte, hogy ennél jóval többet várt a sorozat folytatásától. „Úgy hat, mintha a programozók jobban törődtek volna a látvány és az összhatás kialakításával, mint a meglévő játékélmény továbbfejlesztésével.” – jegyezte meg Miles. Alistair Wallace a Gamasutra cikkében, melyben visszatekintett a Wipeout 2097-re, élvezhetőnek nevezte a Wipeout 3-at, mivel nagy vonalaiban ugyanazt nyújtotta mint a sorozat előző része. Ugyanakkor azt érezte, hogy a fejlesztők kifogytak az új ötletekből, a versenypályákon ismétlődő bukfenceket pedig nem nevezte „nagy dolognak”. A GameSpot értékelésének végszavaként kitűnő versenyzős játékként jellemezte a Wipeout 3-at, mely azonban mint minden idők legjobb futurisztikus versenyjátéka nem volt képes túlszárnyalni a Wipeout 2097-et. Ezzel szemben a PlayStation Magazin a játékot elemző cikkének zárósoraiban úgy jellemezte a Wipeout 3-t, hogy az „szenzációs versenyélményt” nyújt, és „egyszerűen porig alázza konkurenseit”.

## Megjelenése és folytatása
A Wipeout 3 különleges, kizárólagos európai kiadással 2000. július 14-én jelent meg. A játékmenet terén a Wipeout 3 Special Edition változatlan maradt az eredeti kiadáshoz képest, viszont nyolc további, a sorozat korábbi részeiben szereplő versenypályával bővült. A Special Edition továbbá négy személyre bővítette a többjátékos funkciót, melyet két játékkonzol összekötésével és két televíziókészülék használatával tett lehetővé. A Wipeout 3 volt a játéksorozat utolsó része, mely PlayStationre, a Psygnosis védjegye alatt jelent meg; a Psygnosis 1999-ben, SCE Studio Liverpool néven a Sony Computer Entertainment egyik leányvállalatává vált. A sorozat következő része Wipeout Fusion néven kizárólagos PlayStation 2 kiadással került forgalomba 2002 folyamán. A Fusion újabb versenypályákkal, járművekkel, fegyverekkel és továbbfejlesztett mesterséges intelligenciával bővítette a játékmenetet.